# اندیس کرومیت نازیل
کرومیت نازیل یک اندیس فلزی است که در حوالی شهر خاش استان سیستان و بلوچستان قرار دارد و مادهٔ معدنی موجود در آن، کرومیت است.سنگ میزبان این اندیس AITred Tectonised Pridotite است و دیرینگی آن به دوران Upper cretaceous می‌رسد. 